# Governo Andreotti V
Il Governo Andreotti V è stato il trentacinquesimo esecutivo della Repubblica Italiana, il terzo e ultimo della VII legislatura.
Rimase in carica dal 21 marzo al 5 agosto 1979, per un totale di 137 giorni, ovvero 4 mesi e 15 giorni.
Quando si presentò a Palazzo Madama per la prima volta, il 31 marzo, il governo non ottenne la fiducia per un solo voto: 149 furono i senatori favorevoli e 150 i contrari. L'esecutivo si dimise dopo 10 giorni dall'insediamento. Il 2 aprile 1979 il presidente della Repubblica Pertini sciolse le Camere e indisse le elezioni. Il governo rimase in carica solo per gli affari correnti fino al giuramento del successivo governo Cossiga I.

## Compagine di governo

### Sostegno parlamentare
| Camera dei deputati | Camera dei deputati | Seggi             |
| ------------------- | --- | ----------------- |
|                     | Democrazia Cristiana Partito Socialista Italiano Partito Socialista Democratico Italiano Partito Repubblicano Italiano Totale Maggioranza                                           | 262 57 15 14 348  |
|                     | Partito Comunista Italiano Movimento Sociale Italiano - Destra Nazionale Partito Radicale Partito Liberale Italiano Partito di Unità Proletaria per il Comunismo Totale Opposizione | 229 35 10 3 5 282 |
| Totale              | Totale | 630               |

| Senato della Repubblica | Senato della Repubblica | Seggi            |
| ----------------------- | --- | ---------------- |
|                         | Democrazia Cristiana Partito Socialista Italiano Partito Socialista Democratico Italiano Partito Repubblicano Italiano Südtiroler Volkspartei Union Valdôtaine Totale Maggioranza | 135 30 7 2 1 182 |
|                         | Partito Comunista Italiano Movimento Sociale Italiano - Destra Nazionale Partito Liberale Italiano Totale Opposizione                                                             | 116 15 2 133     |
| Totale                  | Totale | 315              |

### Appartenenza politica
L'appartenenza politica dei membri del Governo e dei sottosegretari di Stato, al momento del giuramento, si può così riassumere:
- Democrazia Cristiana (DC): Presidente del Consiglio, 14 ministri, 39 sottosegretari
- Partito Socialista Democratico Italiano (PSDI): 3 ministri, 7 sottosegretari
- Partito Repubblicano Italiano (PRI): Vicepresidente del Consiglio, 3 ministri, 4 sottosegretari

### Provenienza geografica
La provenienza geografica dei membri del Consiglio dei Ministri si può così riassumere:
| Regione               | Presidente | Ministri | Sottosegretari | Totale |
| --------------------- | ---------- | -------- | -------------- | ------ |
| Lazio                 | 1          | 2        | 7              | 9      |
| Sicilia               | -          | 1        | 10             | 11     |
| Veneto                | -          | 3        | 6              | 9      |
| Campania              | -          | 3        | 4              | 7      |
| Lombardia             | -          | 6        | -              | 6      |
| Puglia                | -          | 1        | 3              | 4      |
| Sardegna              | -          | -        | 4              | 4      |
| Piemonte              | -          | 1        | 2              | 3      |
| Toscana               | -          | 1        | 2              | 3      |
| Friuli-Venezia Giulia | -          | -        | 3              | 3      |
| Basilicata            | -          | 1        | 1              | 2      |
| Emilia-Romagna        | -          | 1        | 1              | 2      |
| Marche                | -          | 1        | 1              | 2      |
| Calabria              | -          | -        | 1              | 1      |
| Liguria               | -          | -        | 1              | 1      |
| Molise                | -          | -        | 1              | 1      |
| Umbria                | -          | -        | 1              | 1      |
| Trentino-Alto Adige   | -          | -        | 1              | 1      |

## Composizione

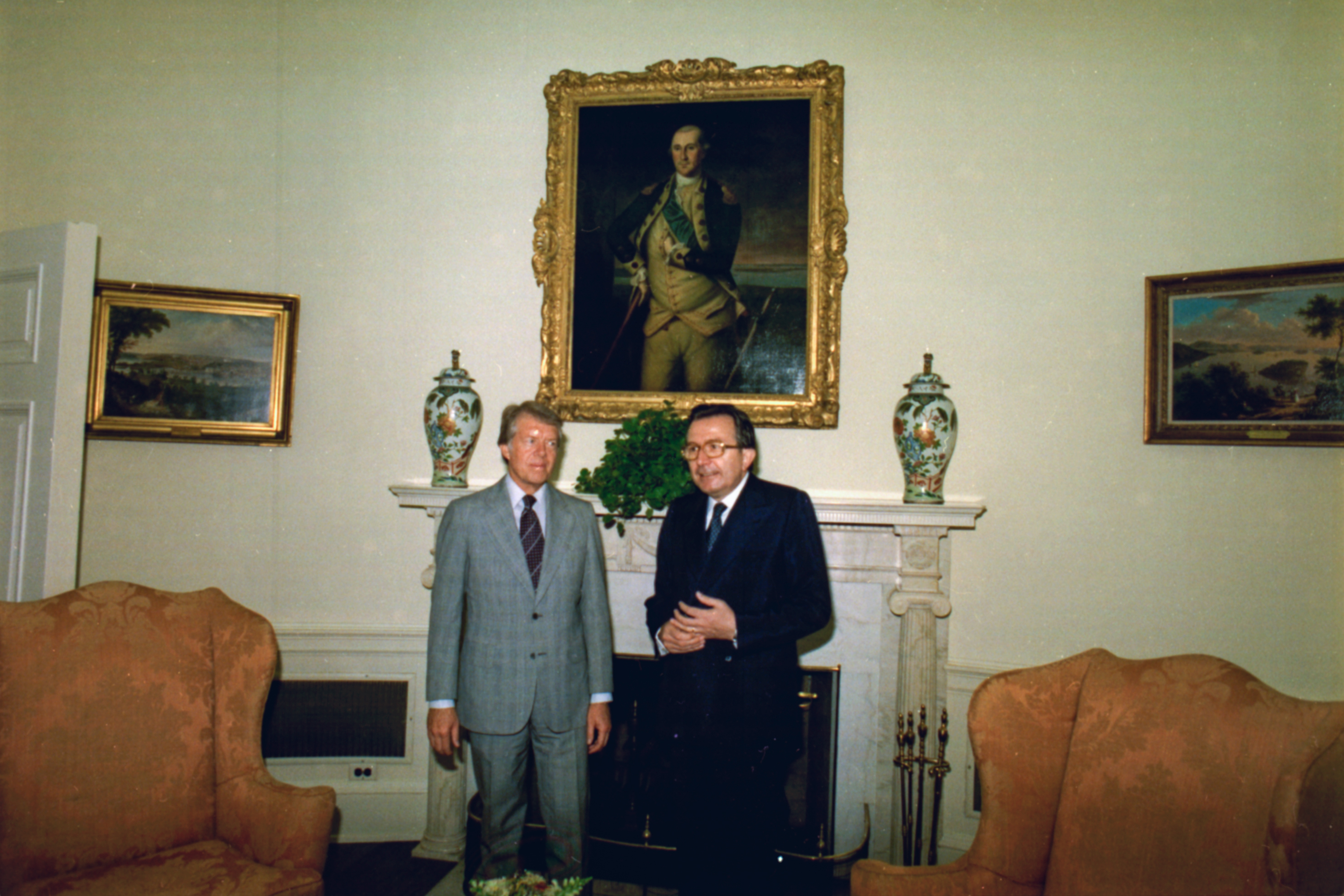
Un incontro tra il Presidente del Consiglio Andreotti e il Presidente USA Jimmy Carter alla Casa Bianca nel 1978

| Presidenza del Consiglio dei ministri     | Presidenza del Consiglio dei ministri | Presidenza del Consiglio dei ministri                | Presidenza del Consiglio dei ministri       | Presidenza del Consiglio dei ministri |
| Carica                                    | Titolare                              | Titolare                                             | Titolare                                    | Sottosegretario di Stato alla Presidenza del Consiglio |
| ----------------------------------------- | ------------------------------------- | ---------------------------------------------------- | ------------------------------------------- | --- |
| Presidente del Consiglio dei ministri     |                                       |                                                      | Giulio Andreotti (DC)                       | - Franco Evangelisti (DC) Segretario del Consiglio dei ministri - Aldo Bassi (DC) Delega agli interventi nel Mezzogiorno - Ines Boffardi (DC) Delega ai problemi della condizione femminile - Piergiorgio Bressani (DC) Delega ai problemi della stampa e dell'editoria - Francesco Mazzola (DC) |
| Vicepresidente del Consiglio dei ministri |                                       |                                                      | Ugo La Malfa (PRI) (deceduto il 26/03/1979) | - Franco Evangelisti (DC) Segretario del Consiglio dei ministri - Aldo Bassi (DC) Delega agli interventi nel Mezzogiorno - Ines Boffardi (DC) Delega ai problemi della condizione femminile - Piergiorgio Bressani (DC) Delega ai problemi della stampa e dell'editoria - Francesco Mazzola (DC) |
| Ministri senza portafoglio                |                                       |                                                      |                                             | |
| Interventi straordinari nel Mezzogiorno   |                                       |                                                      | Michele Di Giesi (PSDI)                     | Michele Di Giesi (PSDI) |
| Ministero                                 | Ministri                              | Ministri                                             | Ministri                                    | Sottosegretari di Stato |
| Affari esteri                             |                                       |                                                      | Arnaldo Forlani (DC)                        | - Adolfo Battaglia (PRI) - Giorgio Santuz (DC) - Angelo Sanza (DC) |
| Interno                                   |                                       |                                                      | Virginio Rognoni (DC)                       | - Clelio Darida (DC) - Nicola Lettieri (DC) - Antonino Occhipinti (PSDI) |
| Grazia e giustizia                        |                                       |                                                      | Tommaso Morlino (DC)                        | - Edoardo Speranza (DC) |
| Bilancio e programmazione economica       |                                       |                                                      | Ugo La Malfa (PRI) (deceduto il 26/03/1979) | - Lucio Abis (DC) |
| Bilancio e programmazione economica       |                                       | Bruno Visentini (PRI) (dal 29/03/1979 al 14/07/1979) |                                             | - Lucio Abis (DC) |
| Finanze                                   |                                       |                                                      | Franco Maria Malfatti (DC)                  | - Giuseppe Amadei (PSDI) - Giuseppe Azzaro (DC) - Rodolfo Tambroni Armaroli (DC) |
| Tesoro                                    |                                       |                                                      | Filippo Maria Pandolfi (DC)                 | - Renato Corà (DC) - Enzo Erminero (DC) - Giosuè Ligios (DC) - Vincenzo Mancini (DC) - Claudio Venanzetti (PRI) |
| Difesa                                    |                                       |                                                      | Attilio Ruffini (DC)                        | - Giuseppe Caroli (DC) - Amerigo Petrucci (DC) - Martino Scovacricchi (PSDI) |
| Pubblica istruzione                       |                                       |                                                      | Giovanni Spadolini (PRI)                    | - Baldassare Armato (DC) - Antonino Drago (DC) - Franca Falcucci (DC) |
| Lavori pubblici                           |                                       |                                                      | Francesco Compagna (PRI)                    | - Gianni Fontana (DC) - Luigi Giglia (DC) |
| Agricoltura e foreste                     |                                       |                                                      | Giovanni Marcora (DC)                       | - Gino Cacchioli (DC) - Giuseppe Zurlo (DC) |
| Trasporti                                 |                                       |                                                      | Luigi Preti (PSDI)                          | - Costante Degan (DC) - Giovanni Del Rio (DC) |
| Poste e telecomunicazioni                 |                                       |                                                      | Vittorino Colombo (DC)                      | - Giuseppe Antonio Dal Maso (DC) - Elio Tiriolo (DC) |
| Industria, commercio e artigianato        |                                       |                                                      | Franco Nicolazzi (PSDI)                     | - Carlo Baldi (DC) - Ferdinando Russo (DC) |
| Sanità                                    |                                       |                                                      | Tina Anselmi (DC)                           | - Giosi Roccamonte (PSDI) - Bruno Vecchiarelli (DC) |
| Commercio con l'estero                    |                                       |                                                      | Gaetano Stammati (DC)                       | - Michele Cifarelli (PRI) |
| Marina mercantile                         |                                       |                                                      | Luigi Preti (PSDI) ad interim               | - Alberto Ciampaglia (PSDI) |
| Partecipazioni statali                    |                                       |                                                      | Antonio Bisaglia (DC)                       | - Aristide Gunnella (PRI) - Francesco Rebecchini (DC) - Carlo Vizzini (PSDI) |
| Lavoro e previdenza sociale               |                                       |                                                      | Vincenzo Scotti (DC)                        | - Enea Piccinelli (DC) - Calogero Pumilia (DC) - Dino Riva (PSDI) |
| Beni culturali e ambiente                 |                                       |                                                      | Dario Antoniozzi (DC)                       | - Giorgio Postal (DC) - Giorgio Spitella (DC) |
| Turismo e spettacolo                      |                                       |                                                      | Egidio Ariosto (PSDI)                       | - Vito Rosa (DC) |

## Cronologia

### 1979

#### Febbraio
- 1-3 febbraio: il presidente della repubblica avvia le consultazioni. La crisi è dominata dalla possibilità di ricostituire una maggioranza di grande solidarietà tra i partiti. Dopo due giorni e una pausa di riflessione Pertini conferisce ad Andreotti un mandato ampio: il presidente incaricato dichiara che intende lavorare alla ricostituzione della stessa maggioranza.[9]
- 6-8 febbraio: dopo la conferma del mandato dalla direzione DC Andreotti avvia le consultazioni con i partiti. Nell'assise emergono tuttavia le contestazioni di Donat Cattin e Bisaglia, che chiedono una soluzione di governo diversa da quella ufficialmente sostenuta da Andreotti. Il PCI chiede che nel nuovo governo siano ammessi almeno gli indipendenti di sinistra (eletti col PCI ma non iscritti al partito) ma la proposta trova un no secco della DC. I veti di quest'ultima costringono Andreotti a prendere una pausa per poi riavviare i colloqui.[10]
- 15 febbraio: Berlinguer, a nome del PCI, espone tre proposte per la risoluzione della crisi: governo di coalizione con gli indipendenti di sinistra; governo presieduto da un laico; governo con la DC nel ruolo di appoggio esterno.[11]
- 21 febbraio: dopo un ulteriore giro di consultazioni Andreotti rinuncia. Pertini conferisce un nuovo incarico a Ugo La Malfa. Il leader repubblicano propone un tripartito DC-PSDI-PRI con l'appoggio esterno di PCI e PSI e la presenza degli indipendenti di sinistra. La DC rifiuta risolutamente.[12]

#### Marzo
- 1 marzo: dopo tre anni di dibattimento viene pronunciata la sentenza sul caso Lockheed: Mario Tanassi e Ovidio Lefebvre sono condannati a due anni e quattro mesi, Antonio Lefebvre a due anni e due mesi, Luigi Gui è assolto. Per la prima volta nella storia della repubblica un ex ministro (Tanassi) entra in carcere.[13]
- 2 marzo: La Malfa sale al Quirinale e rinuncia all'incarico. Il presidente Pertini annuncia un nuovo giro di consultazioni, dopo le quali deciderà se dare un altro incarico o sciogliere le camere.[14]
- 7 marzo: Pertini reincarica Andreotti per un ultimo tentativo. Se il presidente dimissionario non riuscirà, o se il governo non otterrà la fiducia, si andrà ad elezioni anticipate. Andreotti propone un quadripartito con PSI, PRI e PSDI e l'ingresso degli indipendenti di sinistra con appoggio esterno del PCI; in alternativa un tripartito con PRI e PSDI. Il PSI si dichiara disposto a entrare in un governo formato secondo la prima ipotesi.[15]
- 16-18 marzo: assemblea nazionale DP: nella sua relazione il segretario, Silvano Miniati, sostiene che il marxismo è in crisi anche per la linea riformista del PCI, subordinata al capitalismo. La DC si è rafforzata sfruttando il capitale e le sinistre e per questo non resta che intervenire nel sociale. [16]

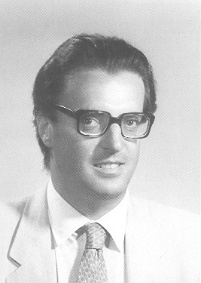
Luigi Rossi di Montelera

- 18 marzo: si svolge a Milano il convegno nazionale di Iniziativa democratica, un raggruppamento interno della DC di orientamento moderato che si riconosce nelle posizioni di Indro Montanelli. Partecipano Massimo De Carolis, Egidio Carenini e Luigi Rossi di Montelera. Il raggruppamento, in piena opposizione alla segreteria di Zaccagnini, si propone di conquistare posizioni di potere interno per favorire una svolta totalmente anticomunista del partito.[17]
- 20 marzo: Andreotti presenta la lista dei ministri di un nuovo governo a tre con PRI e PSDI che non ottiene il consenso di socialisti e comunisti. Si prevede che le Camere negheranno la fiducia; in tale caso il governo, in carica per il disbrigo degli affari correnti, gestirà le elezioni.
A Roma viene ucciso Mino Pecorelli.[18]
- 25 marzo: il vicepresidente del consiglio, Ugo La Malfa, è colpito da una emorragia cerebrale. Ricoverato immediatamente in ospedale, muore il giorno dopo.
A pochi giorni dall'arresto di Michele Sindona negli Stati Uniti il vice-presidente della Banca d'Italia, Mario Sarcinelli, che aveva coordinato l'ispezione contabile delle sue banche, viene arrestato su mandato del giudice Alibrandi con l'accusa di interesse privato in atti d'ufficio nell'inchiesta sui fondi neri della SIR di Nino Rovelli. Il presidente Paolo Baffi è indagato a piede libero con le stesse accuse.[19]
- 30 marzo-2 aprile: congresso PCI: Berlinguer ribadisce di ritenere valida la politica della solidarietà nazionale e insiste sulla necessità della partecipazione del PCI al governo per dare un maggior equilibrio al predominio democristiano. L'assise rielegge il segretario per acclamazione.[20]
- 30 marzo: il governo si presenta al Senato per la fiducia, che non viene accordata per 150 voti contro 149. Andreotti si reca al Quirinale e rassegna le dimissioni.
 Il consiglio dei ministri licenzia la relazione sulla situazione economica italiana nel 1978. Il prodotto interno lordo è aumentato del 2,6% rispetto al 1977 ma restano irrisolti i nodi della disoccupazione e dell'inflazione.[21]